# Eriogonum latifolium
Eriogonum latifolium là một loài thực vật có hoa trong họ Rau răm. Loài này được Sm. mô tả khoa học đầu tiên năm 1809.